# Decelea
Decelea este un oraș în Grecia.